# Натромонтебразит
Натромонтебразит (рос. натромонтебразит; англ. natromontebrasite; нім. Natromontebrasit m) — мінерал, флуорофосфат натрію й літію каркасної будови.

## Загальний опис
Хімічна формула: (Na, Li)Al|(OH, F)[PO4], де OH>F. Склад у % (з окр. Фремонт, США): Na2O — 11,23; Li2O — 3,21; Al2O3 — 33,59; F — 5,63; P2O5 — 44,35; H2O — 4,78. Домішки: K2O (0,14).
Сингонія триклінна. Ізоструктурний з натроамблігонітом. Форми виділення: дрібні ізометричні до короткопризматичних кристали, суцільні маси. Спайність досконала по (001), ясна по (100). Густина 3,09. Твердість 6,0. Колір білий або сірувато-білий. Блиск скляний. Полісинтетичні двійники.
Зустрічається в пегматитах у окр. Фремонт поблизу Каньйон-Сіті (штат Колорадо, США). Рідкісний.
Від натро… й назви мінералу монтебразиту (W.T.Schaller, 1911).